# Chōsokabe Motochika
Chōsokabe Motochika (長宗我部 元親 (Trường Tông Ngã Bộ Nguyên Thân) 1538 – 11 tháng 7, 1599) là một daimyo trong thời Senkoku ở Nhật Bản. Ông là tộc trưởng thứ 21 của gia tộc Chōsokabe ở tỉnh Tosa (nay là quận Kōchi). Ông là con trai và người thừa tự của Chōsokabe Kunichika và mẹ ông là con gái của gia tộc Saitō ở tỉnh Mino.
Năm 1575, Motochika chiến thắng trong trận Watarigawa, nắm quyền kiểm soát tỉnh Tosa. Trong một thập kỷ sau đó, ông mở rộng quyền lực của mình ra toàn đảo Shikoku. Tuy nhiên, năm 1585, Hashiba (sau đó là Toyotomi) Hideyoshi xâm lược hòn đảo này với quân số lên đến 100.000 người, do Ukita Hideie, Kobayakawa Takakage, Kikkawa Motonaga, Hashiba Hidenaga, và Hashiba Hidetsugu chỉ huy. Motochika đầu hàng, và bị mất các tỉnh Awa, Sanuki, và tỉnh Iyo; Hideyoshi cho phép ông giữ lại tỉnh Tosa.
Dưới quyền Hideyoshi, Motochika và con trai mình Nobuchika tham gia vào cuộc xâm lược đảo láng giềng Kyūshū, nhưng Nobuchika tử trận. Năm 1590, Motochika chỉ huy thủy quân trong cuộc vây hãm Odawara, và cũng chiến đấu trong lần xâm lược Triều Tiên năm 1592.
Motochika mất năm 1599 hưởng thợ 61 tuổi tại dinh thự ở Fushimi.

## Truyền thông đại chúng
Motochika xuất hiện trong game Sengoku Basara và Samurai Warriors 2 Xtreme Legends.